# (22998) Waltimyer
(22998) Waltimyer est un astéroïde de la ceinture principale d'astéroïdes.

## Description
(22998) Waltimyer est un astéroïde de la ceinture principale d'astéroïdes. Il fut découvert le 4 novembre 1999 à Socorro (Nouveau-Mexique) par le projet LINEAR. Il présente une orbite caractérisée par un demi-grand axe de 3,19 UA, une excentricité de 0,13 et une inclinaison de 2,6° par rapport à l'écliptique.

## Compléments